# Talviaisjärvi
Talviaisjärvi är en sjö i kommunen Lieksa i landskapet Norra Karelen i Finland. Sjön ligger 161,4 meter över havet. Den är 25,2 meter djup. Arean är 88 hektar och strandlinjen är 8,33 kilometer lång. Sjön  ingår i Vuoksens huvudavrinningsområde.   Den ligger omkring 110 kilometer norr om Joensuu och omkring 450 kilometer nordöst om Helsingfors. 